# Edwin Santos (futbolista)
Edwin Obdulio Santos Hernández (San Miguel Petapa, Ciudad de Guatemala, 18 de septiembre de 1999) es un futbolista guatemalteco que juega en el Xelajú Mario Camposeco de la Liga Nacional de Guatemala.

## Trayectoria
Se desempeña como portero y ha tenido participación en equipos de la Liga Nacional de Guatemala.

## Clubes
| Club         | País      | Año           |
| ------------ | --------- | ------------- |
| C. D. Petapa | Guatemala | 2016-2018     |
| Xelajú MC    | Guatemala | 2018-presente |